# Davidovac (Vranje)
Pour les articles homonymes, voir Davidovac.
Davidovac (en serbe cyrillique : Давидовац) est un village de Serbie situé sur le territoire de la Ville de Vranje, district de Pčinja. Au recensement de 2011, il comptait 482 habitants.

## Démographie
| 1948 | 1953 | 1961 | 1971 | 1981 | 1991 | 2002 | 2011 |
| ---- | ---- | ---- | ---- | ---- | ---- | ---- | ---- |
| 336  | 359  | 475  | 393  | 476  | 491  | 502  | 482  |

|  |